# Hartford City (Indiana)
Hartford City è una città degli Stati Uniti d'America, situata nello Stato dell'Indiana e in particolare nella contea di Blackford, della quale è il capoluogo.